# ألوية البانزر
ألوية البانزر تشكيلات في الجيش الألماني خلال الحرب العالمية الثانية.

## مفهوم
تم تنظيم لواء بانزر الأول عام 1934،  تبعه آخرون أثناء إعادة التسلح في ألمانيا.  قبل الحرب، كان لواء بانزر يتألف من فوجي دبابات. 
منذ بداية الحرب في عام 1939، كانت ألوية بانزر حاضرة وتعمل في التشكيلات الألمانية حتى صيف عام 1943 على الأقل. وبصرف النظر عن وتشكيل المعركة الرسمي، غالبًا ما تعمل قوات الدبابات الألمانية في تشكيلات مخصصة. كانت الفلسفة الكامنة وراء هذه الألوية هي أن وحدات الدبابات الأصغر والأقوى يمكنها المناورة والتصدي بسرعة أكبر من فرق الدبابات المرهقة، والتي يمكن اكتشافها بسهولة بواسطة ذكاء العدو. ومع ذلك، عندما أمر هتلر بإنشاء الوية بانزر في يوليو 1944، فقد ولدوا بدافع الضرورة بدلاً من عقيدة دفاعية جديدة للقوات المسلحة الألمانية.  تم إنشاء عشرة ألوية بانزر في 7 يوليو 1944 بناء على أوامر من أدولف هتلر لتحقيق الاستقرار على الجبهة الشرقية. ذكر هتلر أن المجموعات القتالية الصغيرة والمتنقلة والسريعة والمدرعة يمكن أن تكون مفيدة خلال هذا الموقف ويمكن أن يتم إرسال المجموعات القتالية بسرعة إلى العمل لمواجهة الرؤوس المدرعة المهاجمة للعدو.   
عارض غنرال أوبرست هاينز جوديريان، المفتش العام لسلاح المدرعات، إنشاء ألوية بانزر، لأن هذه الوحدات الجديدة ستعيق استبدال الخسائر وإعادة التجهيز اللازمة لفرق بانزر المتضررة. 

## التنظيم
كان هناك نوعان من ألوية بانزر، احتوت العشرة الأولى (من 101 إلى 110) على كتيبة بانزر وكتيبة بانزرجرينادير النصف مجنزرة.  تم إنشاء الموجة الثانية (111 إلى 113) في أوائل سبتمبر 1944.  كان تنظيم هذه الألوية الثلاثة مختلفًا تمامًا عن تلك الألوية السابقة. تم تجهيز بانزر أبتاليون بكتيبة واحدة بدبابات بانزر-4 وكتيبة من دبابات بانثر. تم توسيع بانزرجرينادير في اللواء إلى فوج كامل مع كتيبتين، لكن التكوين التفصيلي للفوج كان غير واضح. وتشمل المكونات الداعمة كتيبة إستطلاع (Aufklärungs-Kompanie)، وكتيبة هندسية، وكتيبة مضادة للدبابات (مدمرات الدبابات). وهكذا، يمكن لهذه الألوية أن تضم كتيبتين بانزر وكتيبتين بانزرجرينادير.  وفقًا لـEddy Bayer  ، كان هناك كتيبة دبابات <<تايجر>> (50 وحدة)، وكتيبة دبابات << بانزر مارك الرابع >> (30 وحدة)، وكتيبتان بانزرجرينادير على شاحنات نصف مدرعة ومدفعية هجومية. فوج المدفعية (27 مدفع ذاتي الدفع). وبصرف النظر عن كتائب بانزر أعلاه، كانت هناك أيضا وحدات مخصصة كانت تعرف باسم كتائب بانزر؛ كان هناك لواء بانزر - كان في الواقع وحدة كوماندو (لواء بانزر 150). 

## ألوية البانزر، 1944-1945
- اللواء 101 بانزر - جزء من بانزرفرباند ستراشفيتز، تمتصه فرقة بانزر العشرين
- اللواء 102 بانزر - استوعبته فرقة بانزر السابعة
- اللواء 103 بانزر - استوعبته فرقة بانزر الخامس
- لواء 104 بانزر - استوعبته فرقة بانزر الخامس والعشرون
- اللواء 105 بانزر - استوعبته فرقة بانزر التاسعة
- اللواء 106 بانزر - استوعبته فرقة بانزر كلاوزفيتز
- اللواء 107 بانزر - استوعبته فرقة بانزرجريندير 25
- اللواء 108 بانزر
- اللواء 109 بانزر
- لواء 110 بانزر - استوعبته فرقة بانزر الثالثة عشر
- اللواء 111 بانزر - استوعبته فرقة بانزر الحادية عشر
- اللواء 112 بانزر - استوعبته فرقة بانزر الواحدة والعشرون
- اللواء 113 بانزر - استوعبته فرقة بانزرجرينادير الخامسة عشر
- اللواء إس إس بانزر جروس - جزء من Panzerverband Strachwitz
- لواء إس إس ويستفاليا
- اللواء 150 بانزر - المعروف باسم لواء بانزر، ولكنه كان في الواقع وحدة كوماندوز في معركة الثغرة

## النتائج
مع بعض الاستثناءاتال قليلة، مثل لواء بانزر 106، كانت ألوية البانزر قصيرة العمر.  تم حل معظمها في نهاية المطاف عن طريق دمجها إلى فرق بانزر بانزرجرينادير الموجودة.  

## اقتباسات
1. 1 2 3 4  Mitcham 2006.
2. 1 2  Bruyns، Ruud. "Panzer Brigades in the West, 1944". Panzerworld. مؤرشف من الأصل في 2019-12-27. اطلع عليه بتاريخ 2015-09-26.
3. ↑  Ziemke 2002.
4. 1 2 3 4 5 6 7  Jentz 1996.
5. 1 2  "Basic Organization of Panzer/Panzergrenadier Brigade, 1944". Panzergrenadier. مؤرشف من الأصل في 2019-09-04. اطلع عليه بتاريخ 2015-09-26.
6. ↑  La Guerre des Blindes,General Hellenic Staff,Army History Directorate,Athens,1964,volume 2,page 114